# 慕尼黑愛樂樂團
慕尼黑愛樂樂團（德語：Münchner Philharmoniker）是位於德國慕尼黑的一家管弦樂團。它与巴伐利亞廣播交響樂團、慕尼黑广播乐团和巴伐利亞國立管弦樂團并列为慕尼黑四大主要管弦乐团。慕尼黑愛樂的前身是成立於1893年的卡伊姆管弦樂團，在1928年隨市有化而改為現在的名稱。自1985年以来，该乐团一直设在嘉斯台文化中心。

## 历任音乐总监
- 汉斯·温德斯坦（英语：Hans Winderstein）（1893－1895）
- 赫尔曼·赞佩（英语：赫尔曼·赞佩Hermann Zumpe）（1895－1897）
- 费迪南德·洛维（英语：Ferdinand Löwe）（1897－1898）
- 费利克斯·魏因加特纳（1898－1905）
- 乔治·施奈沃伊特（英语：Georg Schnéevoigt）（1905－1908）
- 费迪南德·洛维（英语：Ferdinand Löwe）（1908－1914）
- 汉斯·普菲茨纳（1919－1920）
- 西格蒙德·冯·豪泽格尔（1920－1938）
- 奥斯瓦尔德·卡巴斯塔（英语：Oswald Kabasta）（1938－1944）
- 汉斯·罗斯鲍德（1945－1948）
- 弗里茨·里格（英语：Fritz Rieger）（1949－1966）
- 鲁道夫·肯普（1967－1976）
- 塞尔吉乌·切利比达克（1979－1996）
- 詹姆斯·莱文（1999－2004）
- 克里斯蒂安·蒂勒曼（2004－2011）
- 洛林·马泽尔（2012－2014）
- 瓦列里·捷吉耶夫（2015年－2022年3月）
- 拉哈夫‧沙尼（2026/2027）

## 外部連結
- 官方网站（德文）（英文）
- 慕尼黑愛樂樂團的Discogs页面（英文）
- 慕尼黑愛樂樂團在Allmusic上的頁面
- Article at oehmsclassics.com in German （页面存档备份，存于）